# Dritte Deutsche Kunstgewerbeausstellung Dresden

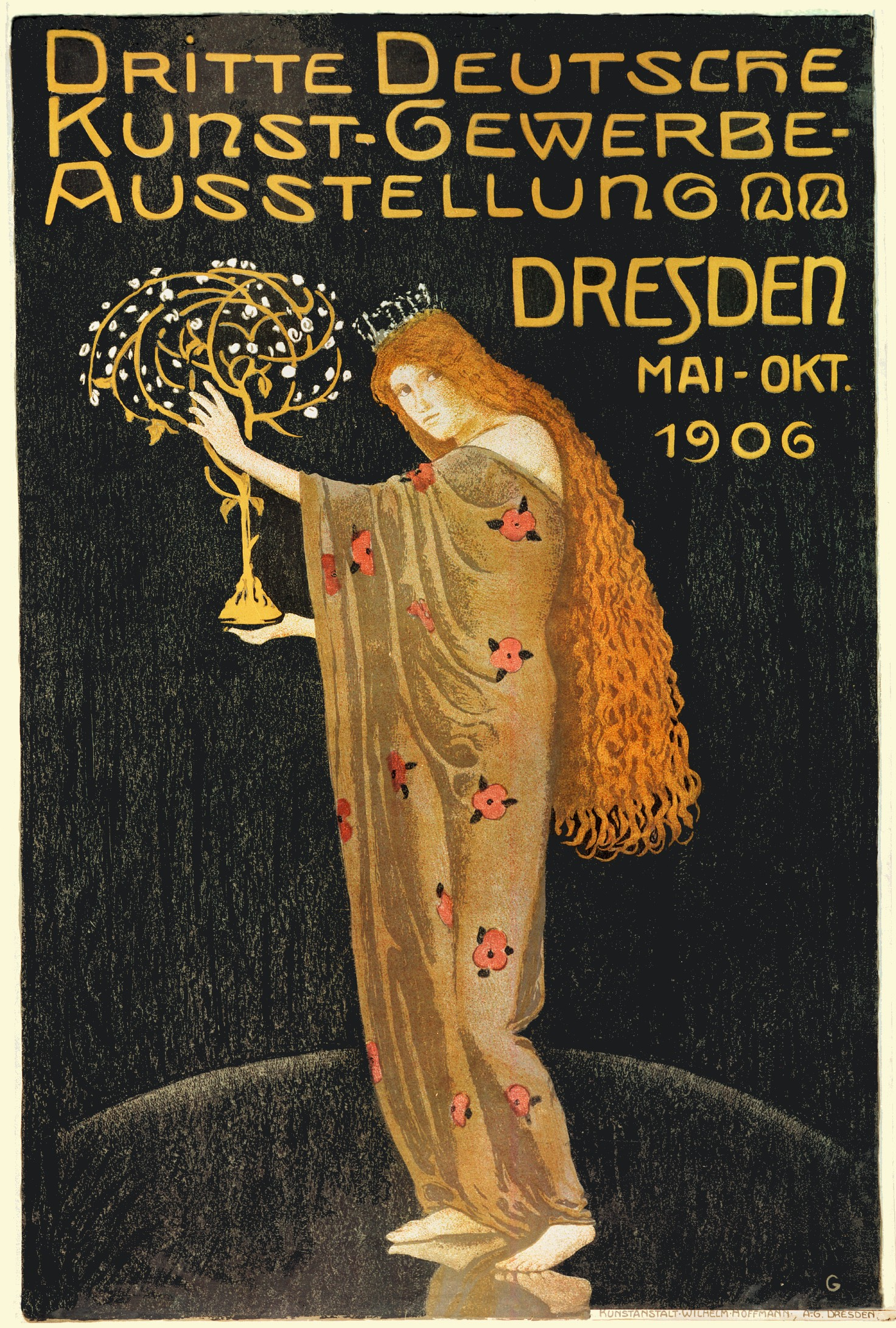
Ausstellungsplakat von Otto Gussmann, Druck: Wilhelm Hoffmann AG

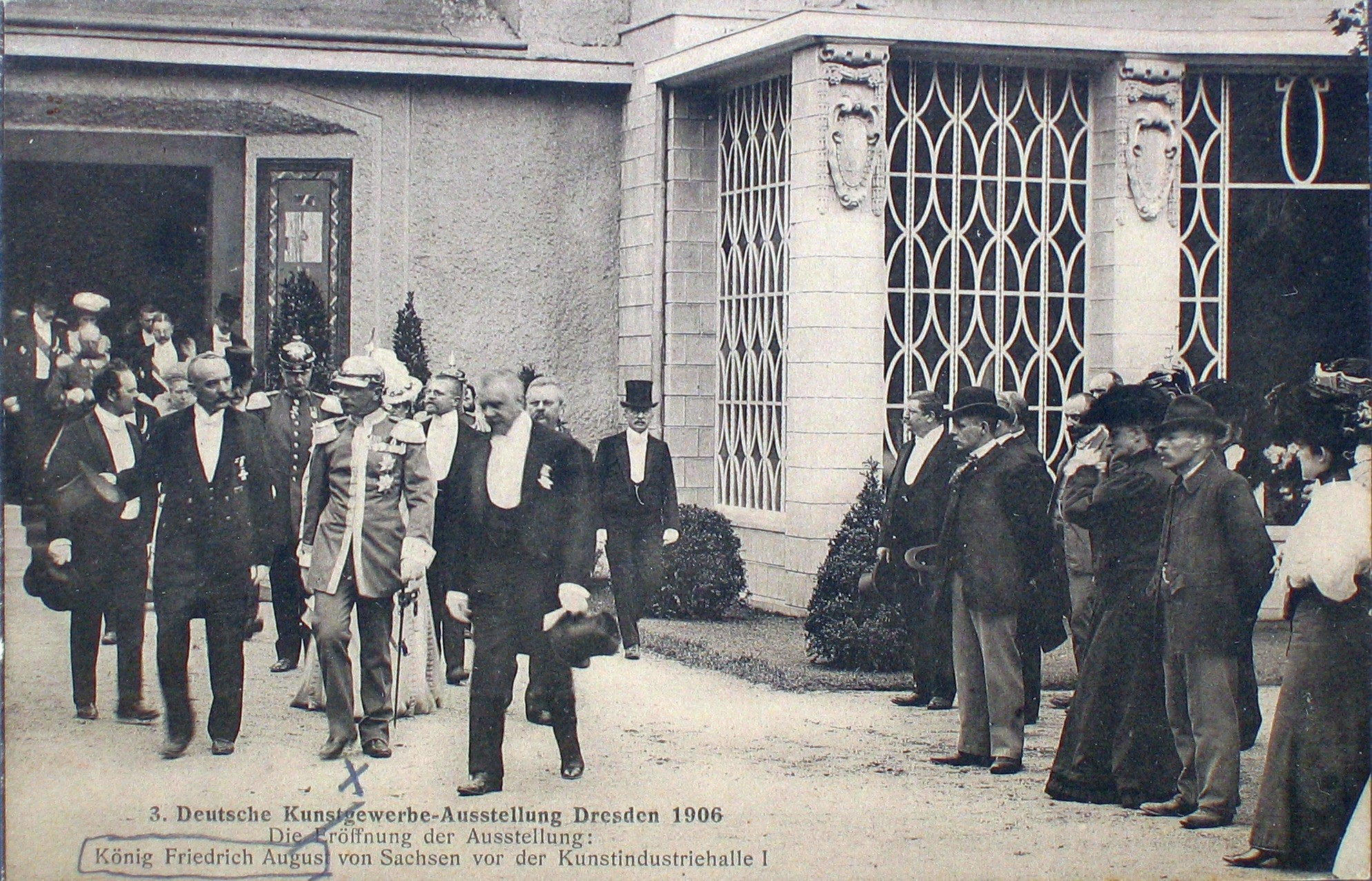
Ausstellungseröffnung in Anwesenheit von König Friedrich August III.

Die Dritte Deutsche Kunstgewerbeausstellung Dresden fand vom 12. Mai bis 31. Oktober 1906 unter dem Motto „Ein Festzug des deutschen Kunstgewerbes“ in Dresden statt. Die Ausstellung stellte einen bedeutenden Durchbruch der Reformbewegung des Kunstgewerbes als Gegenbewegung zu der seit der Mitte des 19. Jahrhunderts aufgekommenen industriellen Massenproduktion unter der damals verbreiteten Verwendung von Stilmerkmalen des Historismus dar.

## Geschichte

### Umfeld
In der Mitte des 19. Jahrhunderts wies die industrielle Produktion hohe Wachstumsraten auf. Die Industriestandorte verzeichneten mit dem Anstieg der Angestellten, insbesondere in den Städten, einen Anstieg der Einwohnerzahlen. Es entstand ein erhöhter Bedarf an preisgünstigen Wohnungen und an Gegenständen des Alltags. Es etablierte sich eine schnelllebige Massenproduktion, die sich stilistisch am Formenreichtum vergangener Epochen orientierte. Diese historistisch orientierte Stilrichtung zeichnete sich durch Vortäuschen der Verwendung von kostbaren Materialien und der Verwendung von überbordenden Verzierungen aus und fand Anwendung bei einfachen Gegenständen des Alltags bis hin zur Architektur.

### Reformbewegung
Angeregt durch die englische Reformbewegung Arts and Crafts um William Morris und John Ruskin formierten sich im letzten Jahrzehnt des 19. Jahrhunderts auch in Deutschland Kräfte, die sich kritisch mit der Praxis des „Nachahmens“ auseinandersetzten. Daneben wurde die Wiener Secession mit den Gestaltern wie Josef Hoffmann, Joseph Maria Olbrich und Koloman Moser zu einem wichtigen Impuls für die Reformbewegung in Deutschland. Angestrebt wurde eine Klarheit und funktionsgerechte Gestaltung von Räumen und Möbeln sowie bei Gegenständen des Alltags. In der Architektur wird für diese Reformbewegung der Begriff Reformarchitektur verwendet. Gesucht wurde auch nach einer den spezifischen Bedingungen der maschinellen Produktion angepassten Gestaltungsweise.

### Ausstellung

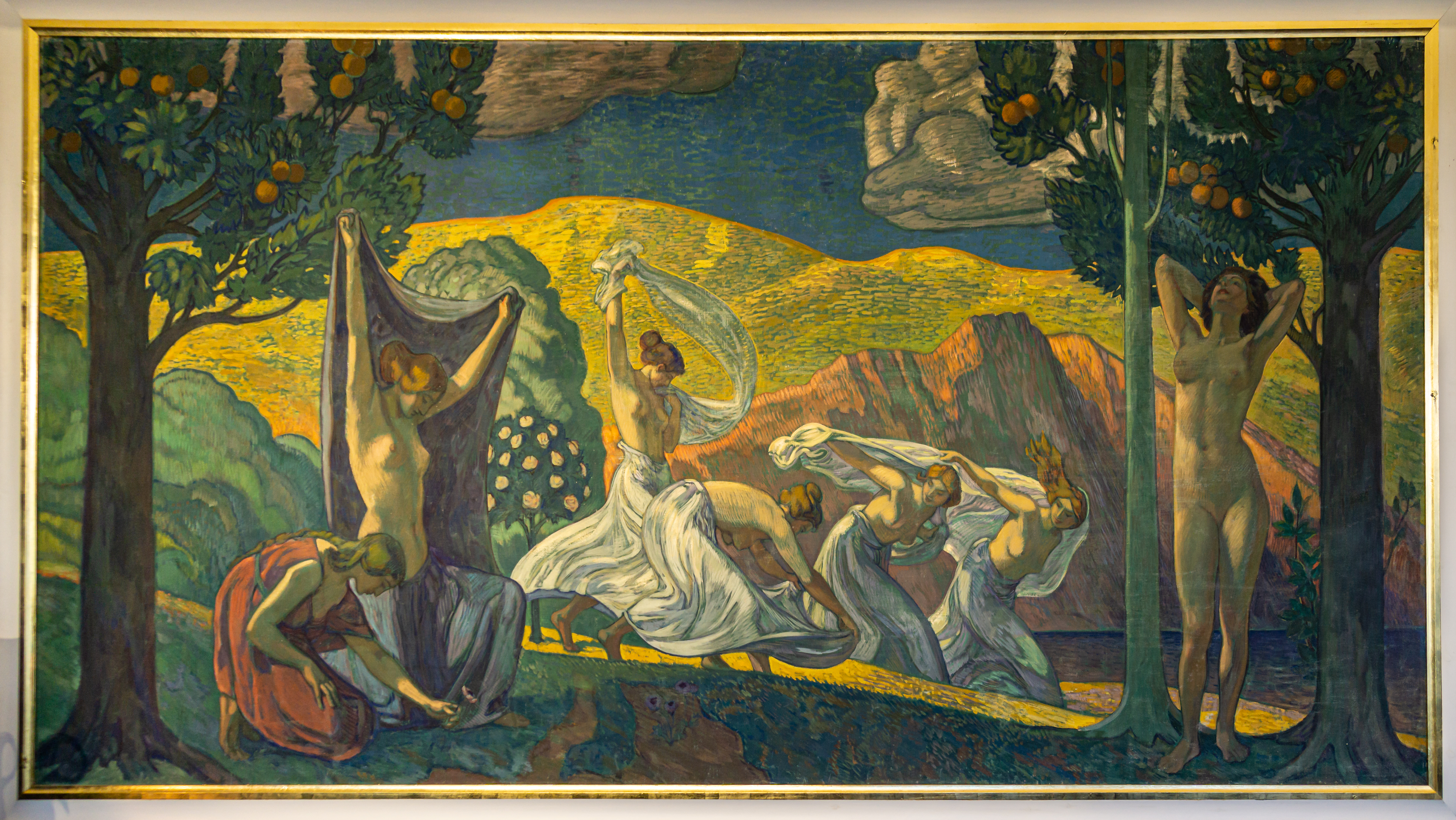
Ludwig von Hofmann:Tanzende mit Schleier, eines von 6 Bildern des Museumshallezyklus

Die dritte nationale Kunstgewerbeausstellung des Verbandes der deutschen Kunstgewerbevereine sollte wie die beiden Vorgänger, die 1876 unter dem Titel „Unser Vaeter Werk“ und 1888 unter dem Titel „Deutsch-National“ stattfanden, erneut in München ausgerichtet werden. Fritz Schumacher sah allerdings unüberwindbare Schwierigkeiten für eine Durchführung in München. William Lossow schlug bei der Generalversammlung der deutschen Kunstgewerbevereine 1904 in Braunschweig als Vertreter des Dresdner Kunstgewerbevereins die Durchführung der Ausstellung in Dresden vor.
Zur Organisation der Ausstellung in Dresden wurden mehrere Abteilungsausschüsse gebildet. William Lossow war Vorsitzender des Ausstellungsdirektoriums und leitete den 19-köpfigen Arbeitsausschuss der Vorsitzenden der Abteilungsausschüsse. In der Organisation der Dritten Deutschen Kunstgewerbeausstellung Dresden waren mit William Lossow, Otto Gussmann, Karl Groß, Wilhelm Kreis, Max Hans Kühne, Fritz Schumacher, Oskar Seyffert und Heinrich Tscharmann zahlreiche Mitglieder der Dresdner Künstlergruppe Die Zunft maßgeblich involviert.

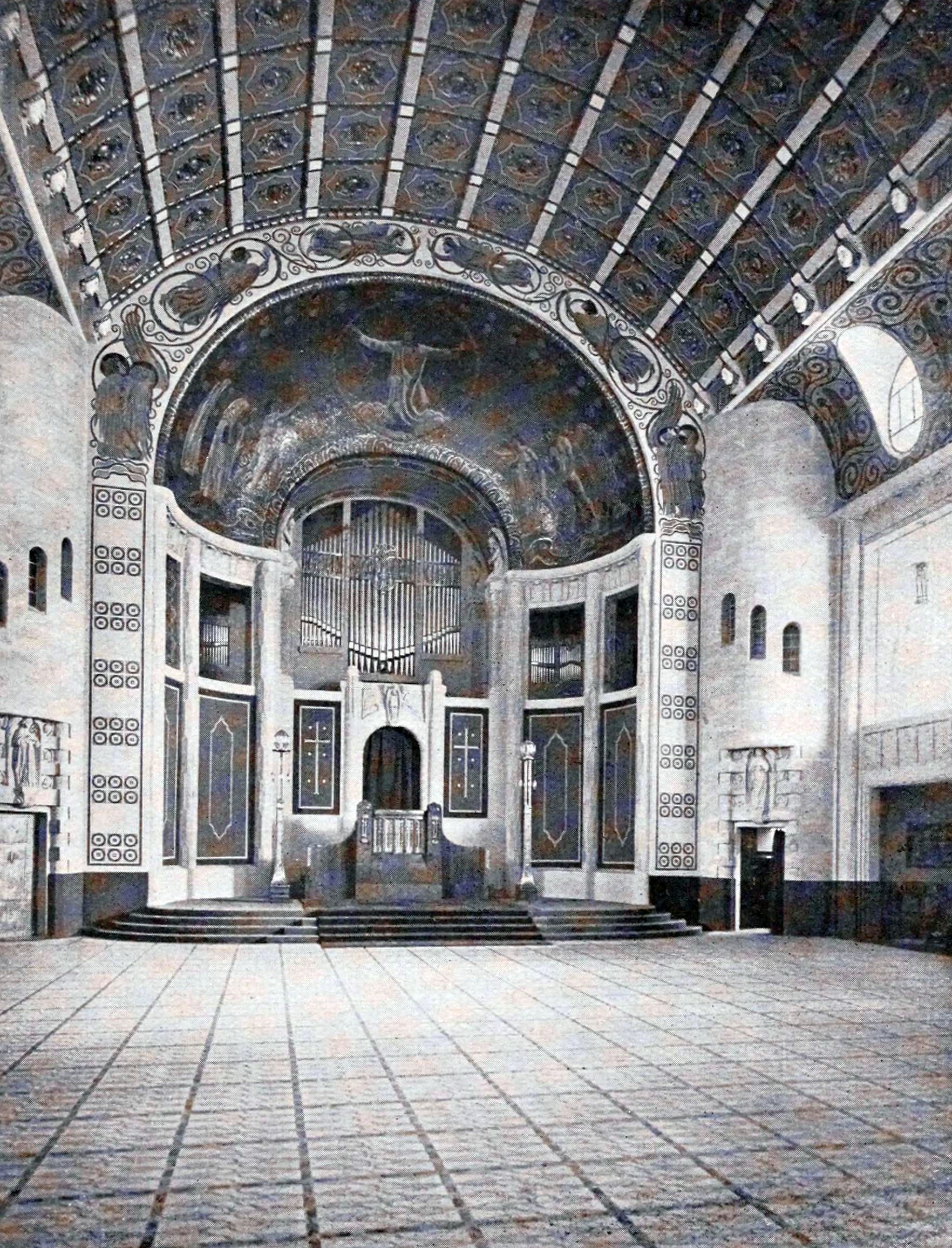
Fritz Schumacher: Inneres einer modernen protestantischen Kirche

Folgende Bereiche und Verantwortlichkeiten (Vorsitz) wurden festgelegt:
- Bildende Kunst: Otto Gussmann
- Raumkunst: Fritz Schumacher
- Kirchliche Kunst: Cornelius Gurlitt
- Volkskunst: Oskar Seyffert
- Techniken: Karl Koetschau
- Schulen: Karl Groß
- Kunsthandwerkliche Einzelerzeugnisse: Max Hans Kühne
- Industrielle Vorbilder: Karl Groß
- Kunstindustrie nach Materialgruppen: Erich Kleinhempel
- Industrielle Maschinen und Werkstätten: Max Buhle
- Presse: Paul Schumann
- Finanzausschuss: Otto Beutler
- Organisationsausschuss: Felix Bondi

Während die beiden Ausstellungen in München 1876 und 1888 noch unter der Beteiligung der großen industriellen Firmen stattfanden, wurden in Dresden ausschließlich Künstler als Aussteller zugelassen. Unternehmen sollten nur im Rahmen von Kooperationen mit Künstlern aufgenommen werden. Damit sollte das Diktat der Unternehmen als Hersteller gegenüber dem Künstler als Schaffender gebrochen werden.
Henry van de Velde gestaltete für die Ausstellung eine Museumshalle die mit 6 Wandgemälden von Ludwig von Hofmann versehen war. Henry van de Velde war in dieser Zeit Leiter der Großherzoglich Sächsischen Kunstgewerbeschule Weimar. Er war einer der vielseitigsten Künstler des Jugendstils bzw. des Art Nouveau und ein führender Erneuerer der angewandten Kunst.
Die Ausstellungsfläche betrug rund 38,1 ha und war damit die größte bis dahin jemals in Deutschland für eine solche Ausstellung zur Verfügung gestellte Gesamtfläche. Dennoch standen die 142 Ausstellungsräume und Einbauten in dichter Folge.

### Auswirkungen
Die Ausstellung stellte einen bedeuteten Durchbruch der Reformbewegung des Kunstgewerbes dar. Die Ausstellung ging als umfassende und den modernen Zeitgeist prägende Ausstellung in die Kunstgeschichte ein. Der Entscheid die Ausstellung als „Künstlerwerk“ durchzuführen, hatte zur Folge, dass sich die bedeutendsten Vertreter der deutschen Reformbewegung an der Ausstellung beteiligten. Andererseits führte diese Entscheidung nach Beendigung der Ausstellung zu einem Streit zwischen den ausstellenden Künstlern und den ausgeschlossenen Fabrikanten und Händlern, was unter anderem zur Gründung des Deutschen Werkbundes führte. Der Deutsche Werkbund führte die Anliegen der Reformbewegung fort.